# Línea Amarilla (Metro de Lisboa)
La Línea Amarilla (en portugués Linha Amarela) o Línea del Girasol (Linha do Girassol) es una de las cuatro líneas del Metro de Lisboa. Tiene cerca de 11 kilómetros de longitud y 13 estaciones. Sirve como eje que comunica el centro de la ciudad de Lisboa con el municipio contiguo de Odivelas, al norte. Aunque es mayoritariamente subterránea, es la línea del Metro de Lisboa que cuenta con más tramos en superficie.

## Historia
Fue inaugurada en 1959 con el tramo entre Entre Campos y Rotunda (actualmente Marquês de Pombal), con conexión con la Línea Azul. En 1988, la línea llegó hasta la Cidade Universitária. El tramo Cidade Universitária - Campo Grande fue inaugurado en 1993, y cuatro años mayos tarde, la Rotunda fue conectada a la estación de Rato. En 1999 se prolongó la línea desde Campo Grande hasta Odivelas. En 2009, la Línea Amarilla quedó conectada a la Línea Roja con la expansión de ésta a la estación de Saldanha.

## Futuras extensiones
Actualmente existen planes para la expansión de la línea desde Rato hasta Alcântara, pasando por Estrela y por la Av. Infante Santo. De momento sólo está prevista la conexión entre Rato y Estrela.

## Estaciones
| utKBHFa |

| utSTRe |

| uSKRZ-Ao |

| utSTRa |

| utHST |

| utSTRe |

| uSKRZ-Ao |

| utSTRa |

| utHST |

| utHST |

| utHST |

| utSTRe |

| uABZg+l |

| uTHSTo |

| utSTRa |

| utHST |

| utHST |

| utHST |

| utTHSTt |

| utHST |

| utSTRe |

| uSKRZ-Ao |

| utSTRa |

| utTHSTt |

| utABZg+r |

| utKHSTxe |

| uextKBHFe |